# Ель-Бонільйо
Ель-Бонільйо (ісп. El Bonillo) — муніципалітет в Іспанії, у складі автономної спільноти Кастилія-Ла-Манча, у провінції Альбасете. Населення — 3052 особи (2010).
Муніципалітет розташований на відстані близько 190 км на південний схід від Мадрида, 60 км на захід від Альбасете.
На території муніципалітету розташовані такі населені пункти: (дані про населення за 2010 рік)
- Ель-Бонільйо: 3052 особи
- Сотуеламос: 0 осіб

## Демографія
Динаміка населення (INE ):

## Галерея зображень

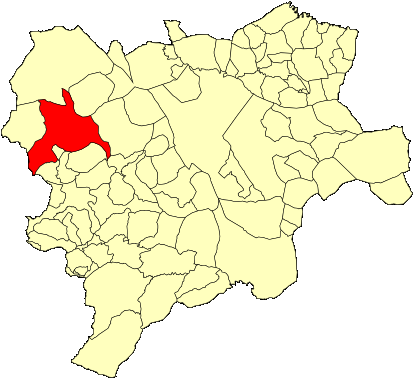
Розташування муніципалітету у провінції Альбасете
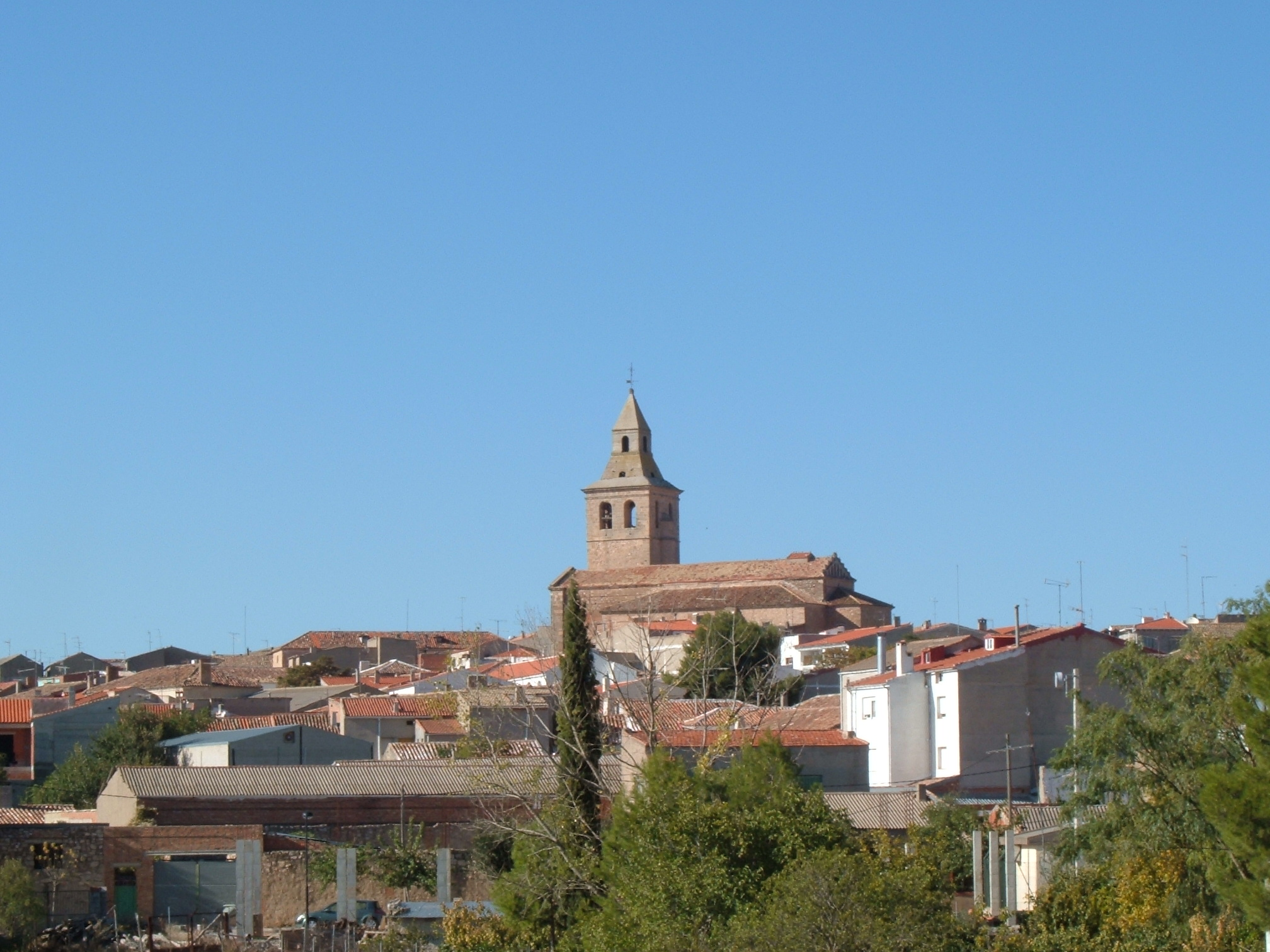
Ель-Бонільйо
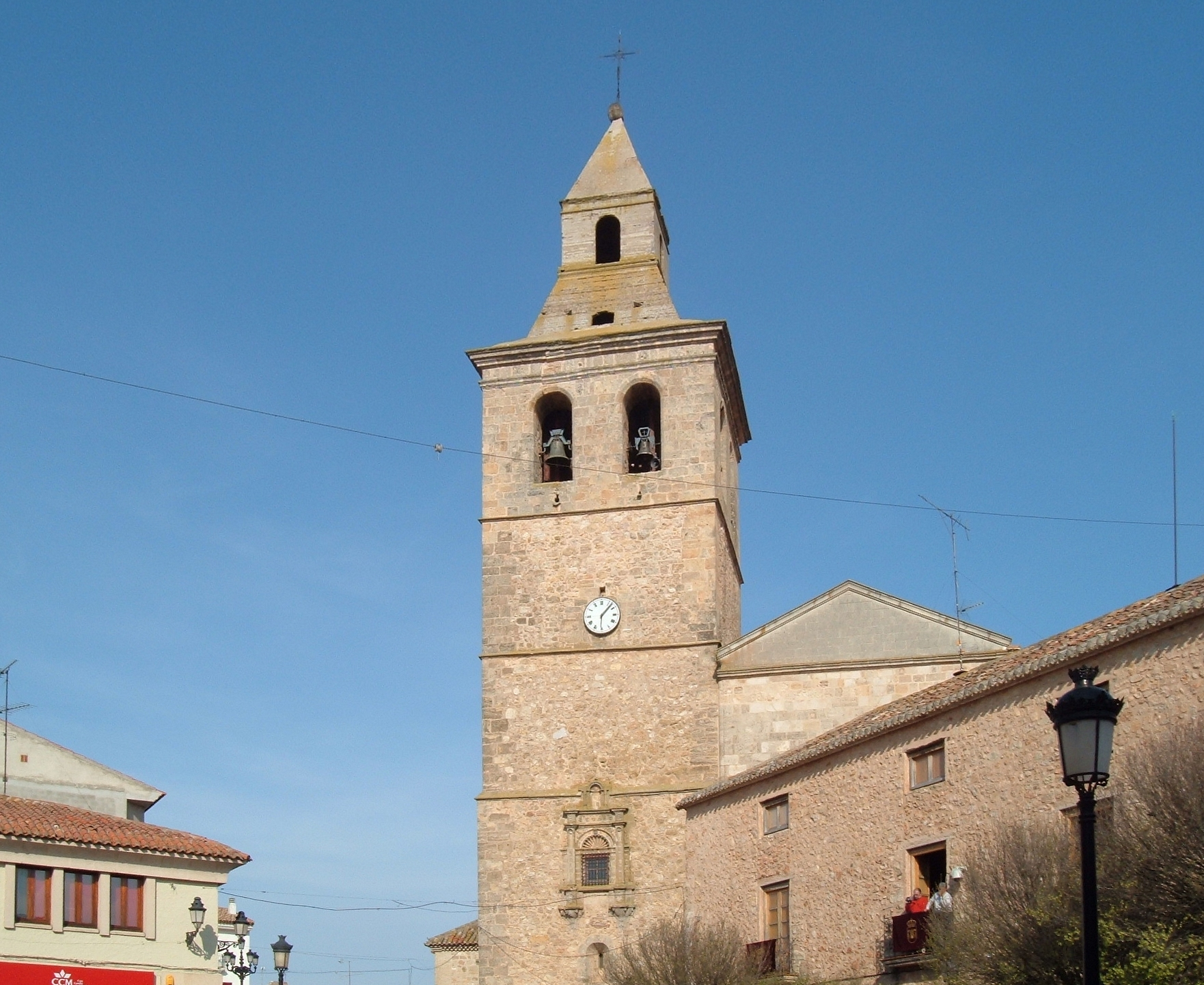
Церква у Ель-Бонільйо